# Вашингтон (округ, Міннесота)
Шаблон:StateAbbr_ 45°02′ пн. ш. 92°53′ зх. д. / 45.04° пн. ш. 92.89° зх. д.
Округ Вашингтон (англ. Washington County) — округ (графство) у штаті Міннесота, США. Ідентифікатор округу 27163.

## Історія
Округ утворений 1849 року.

## Демографія
За даними перепису
2000 року
загальне населення округу становило 201130 осіб, зокрема міського населення було 164726, а сільського — 36404.
Серед мешканців округу чоловіків було 99970, а жінок — 101160. В окрузі було 71462 домогосподарства, 54665 родин, які мешкали в 73635 будинках.
Середній розмір родини становив 3,19.
Віковий розподіл населення поданий у таблиці:
| Стать    | До 15 років | 15-21 | 22-29 | 30-39 | 40-49 | 50-65 | 65-85 | Понад 85 |
| -------- | ----------- | ----- | ----- | ----- | ----- | ----- | ----- | -------- |
| Чоловіки | 25097       | 9405  | 8525  | 17376 | 17654 | 15341 | 6113  | 459      |
| Жінки    | 24232       | 8640  | 8474  | 18131 | 17881 | 15107 | 7499  | 1196     |

## Суміжні округи
- Чисаго — північ
- Полк, Вісконсин — північний схід
- Сент-Круа, Вісконсин — схід
- Пієрс, Вісконсин — південний схід
- Дакота — південний захід
- Ремсі — захід
- Анока — північний захід

## Виноски
1. ↑  US Decennial Census. US Census Bureau. Архів оригіналу за 19 липня 2018. Процитовано 25 жовтня 2014.
2. ↑  Historical Census Browser. University of Virginia Library. Архів оригіналу за 11 серпня 2012. Процитовано 25 жовтня 2014.
3. ↑  Population of Counties by Decennial Census: 1900 to 1990. US Census Bureau. Архів оригіналу за 4 серпня 2014. Процитовано 25 жовтня 2014.
4. ↑  Census 2000 PHC-T-4. Ranking Tables for Counties: 1990 and 2000 (PDF). US Census Bureau. Архів оригіналу (PDF) за 18 грудня 2014. Процитовано 25 жовтня 2014.
5. ↑  State & County QuickFacts. Бюро перепису населення США. Архів оригіналу за 22 липня 2011. Процитовано 1 вересня 2013.(англ.) Наведено за англійською вікіпедією.
6. ↑  American FactFinder. Бюро перепису населення США. Архів оригіналу за 26 лютого 2012. Процитовано 31 січня 2008.

| США | Це незавершена стаття з географії США. Ви можете допомогти проєкту, виправивши або дописавши її. |